# Sobralia tricolor
Sobralia tricolor är en orkidéart som beskrevs av Robert Louis Dressler. Sobralia tricolor ingår i släktet Sobralia och familjen orkidéer.
Artens utbredningsområde är Panamá. Inga underarter finns listade i Catalogue of Life.